# Colleen Shannon
Colleen Shannon (nacida el 14 de abril de 1978) es una DJ, actriz y modelo estadounidense, conocida por ser Playmate del mes para el número de enero de 2004 y Playmate del 50.º aniversario de la revista Playboy.

## Primeros años
Shannon nació en Alaska y fue criada en Pelican, Alaska. Asistió al instituto en California. Vive en Los Ángeles, California.

## Carrera
Colleen Shannon fue la Playmate del 50.º aniversario de Playboy en 2004. También ha aparecido en vídeos de Playboy. Shannon es disc jockey, usando la frase "la DJ más sexy del mundo." Ha actuado junto a Snoop Dogg, Paul Oakenfold, y Funkmaster Flex. Shannon ha trabajado como DJ en el Harrah's Atlantic City, el Seminole Hard Rock Hotel and Casino Tampa, y la LG Fashion Week. Shannon también ha trabajado internacionalmente en Líbano, Abu Dhabi, Suecia, México, Sudáfrica y más lugares.
Ha aparecido en How I Met Your Mother y en Miss Cast Away and the Island Girls. Shannon también ha aparecido en OK!, Maxim, y Loaded.

## Problemas legales
Fue detenida en agosto de 2012 por contrabando junto a su novio canadiense, Robert Skojo, en los Estados Unidos. Él realizó contabando en la frondera de St. Regis Mohawk Reservation en Nueva York. Shannon y Skojo fueron arrestados en Fort Covington, Nueva York. Shannon se declaró culpable, en junio de 2013, por "transportar un extranjero" ilegalmente. En octubre de 2013 fue condenada a cuatro meses en una prisión federal de los Estados Unidos y a pagar una multa de 5,000 dólares estadounidenses.

## Discografía
| Año  | Álbum        | Marca             | Fecha de lanzamiento |
| ---- | ------------ | ----------------- | -------------------- |
| 2010 | Red Hot 2010 | Sony Music Canada | 16 de marzo de 2010  |